# Liste der Monuments historiques in Baron (Gironde)
Die Liste der Monuments historiques in Baron (Gironde) führt die Monuments historiques in der französischen Gemeinde Baron auf.

## Liste der Bauwerke
| Bezeichnung          | Beschreibung                  | Standort | Kennzeichnung | Schutzstatus | Datum | Bild           |
| -------------------- | ----------------------------- | -------- | ------------- | ------------ | ----- | -------------- |
| Kirche St-Christophe | Erbaut ab dem 11. Jahrhundert | (Lage)   | PA00083123    | Classé       | 1908  | weitere Bilder |

## Liste der Objekte
| Bezeichnung       | Beschreibung    | Standort                           | Kennzeichnung | Schutzstatus | Datum | Bild |
| ----------------- | --------------- | ---------------------------------- | ------------- | ------------ | ----- | ---- |
| Gemälde Ecce Homo | 18. Jahrhundert | in der Kirche St-Christophe (Lage) | PM33001026    | Classé       | 1996  |      |